# En värsting till syster 2
En värsting till syster 2 (engelska: Sister Act 2: Back in the Habit) är en amerikansk filmkomedi som hade biopremiär i USA den 10 december 1993 med Whoopi Goldberg, i regi av Bill Duke.

## Handling
I denna uppföljare till 1992 års succefilm En värsting till syster får man återigen följa Deloris Van Cartier då hon tar på sig identiteten som nunnan Syster Mary Clarence. Denna gång är det hennes gamla bekanta på klostret som ber henne komma tillbaka för att coacha några elever på en skola i musik. Efter att först stött på motstånd från de trilska ungdomarna så vinner hon snart deras hjärtan. Hon upptäcker att de är bra på att sjunga, gör en kör av dem som lyckas ställa upp i en musiktävling. Hon får dem att upptäcka att de tillsammans är tillräckligt duktiga för att kunna vinna tävlingen.

## Rollista (i urval)
- Whoopi Goldberg - Deloris Van Cartier / Syster Mary Clarence
- Kathy Najimy - Syster Mary Patrick
- Maggie Smith - Abbedissan
- Lauryn Hill - Rita Louise Watson
- Jennifer Love Hewitt - Margaret

### Fotnoter
1. ↑  ”Sister Act 2: Back in the Habit” (på engelska). Box Office Mojo. 10 december 1993. http://www.boxofficemojo.com/movies/?id=sisteract2.htm. Läst 10 september 2016.